# Келлівілл (Оклахома)
Келлівілл (англ. Kellyville) — місто (англ. town) в США, в окрузі Крік штату Оклахома. Населення — 1019 осіб (2020).

## Географія
Келлівілл розташований за координатами 35°55′59″ пн. ш. 96°12′32″ зх. д. / 35.93306° пн. ш. 96.20889° зх. д. (35.933168, -96.209017).  За даними Бюро перепису населення США в 2010 році місто мало площу 3,11 км², з яких 3,10 км² — суходіл та 0,01 км² — водойми.

## Демографія
Згідно з переписом 2010 року, у місті мешкало 1150 осіб у 402 домогосподарствах у складі 294 родин. Густота населення становила 370 осіб/км².  Було 461 помешкання (148/км²).
Расовий склад населення:
| - 79,5 % — білих - 12,8 % — корінних американців - 0,3 % — азіатів - 0,2 % — чорних або афроамериканців - 1,1 % — осіб інших рас |

До двох чи більше рас належало 6,2 %. Частка іспаномовних становила 2,9 % від усіх жителів.
За віковим діапазоном населення розподілялося таким чином: 32,6 % — особи молодші 18 років, 57,0 % — особи у віці 18—64 років, 10,4 % — особи у віці 65 років та старші. Медіана віку мешканця становила 32,1 року. На 100 осіб жіночої статі у місті припадало 93,3 чоловіків;  на 100 жінок у віці від 18 років та старших — 89,5 чоловіків також старших 18 років.
Середній дохід на одне домашнє господарство  становив 47 476 доларів США (медіана — 36 375), а середній дохід на одну сім'ю — 56 092 долари (медіана — 46 912). Медіана доходів становила 40 574 долари для чоловіків та 24 453 долари для жінок. За межею бідності перебувало 25,3 % осіб, у тому числі 33,4 % дітей у віці до 18 років та 6,5 % осіб у віці 65 років та старших.
Цивільне працевлаштоване населення становило 488 осіб. Основні галузі зайнятості: виробництво — 19,5 %, освіта, охорона здоров'я та соціальна допомога — 17,6 %, роздрібна торгівля — 8,8 %, оптова торгівля — 8,2 %.